# Гарен (Німеччина)
Гарен (нім. Haren) — місто в Німеччині, розташоване в землі Нижня Саксонія на кордоні з Нідерландами. Входить до складу району Емсланд.

Площа — 208,76 км2. Населення становить 24 137 ос. (станом на 31 грудня 2021).

## Історія
Короткий час, у 1945—1948 рр., Гарен входив до польської окупаційної зони в Німеччині (яка підпорядковувалася британській окупаційній адміністрації) та був перейменований на Мачкув (на честь генерала Мачека), він був заселений польськими переміщеними особами і підтримував польське культурне життя.